# Beneš-Mráz Be-550 Bibi

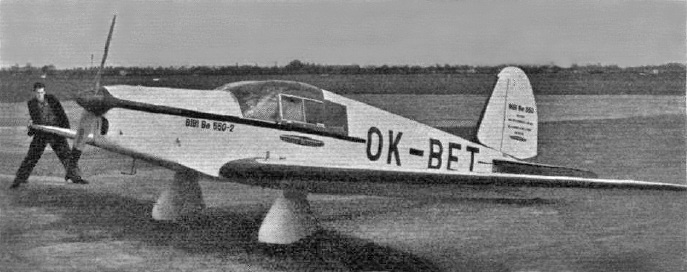
Beneš-Mráz Be-550 Bibi

De Beneš-Mráz Be-550 Bibi is een Tsjechoslowaaks sport- en tourvliegtuig gebouwd door Beneš & Mráz. Het vliegtuig ontworpen door de ingenieurs Pavel Beneš en Jaroslav Mráz. De Bibi is een laagdekker, waarbij de piloot en passagier naast elkaar zitten in de cockpit. Het toestel vloog haar eerste vlucht in het jaar 1936.

## Specificaties
- Bemanning: 1, de piloot
- Capaciteit: 1 passagier
- Lengte: 7,15 m
- Spanwijdte: 11,50 m
- Vleugeloppervlak: 14 m2
- Leeggewicht: 240 kg
- Startgewicht: 560 kg
- Motor: 1× Walter Mikron, 48 kW (65 pk)
- Maximumsnelheid: 195 km/h
- Vliegbereik: 700 km
- Dienstplafond: 4 000 m